# Бюст (коммуна)
Бюст (фр. Bust) — коммуна на северо-востоке Франции в регионе Гранд-Эст (бывший Эльзас — Шампань — Арденны — Лотарингия), департамент Нижний Рейн, округ Саверн, кантон Ингвиллер. До марта 2015 года коммуна административно входила в состав упразднённого кантона Дрюлинген (округ Саверн).
Площадь коммуны — 6,76 км², население — 441 человек (2006) с тенденцией к стабилизации: 438 человек (2013), плотность населения — 64,8 чел/км².

## Население
Население коммуны в 2011 году составляло 448 человек, в 2012 году — 443 человека, а в 2013-м — 438 человек.
| 1962 | 1968 | 1975 | 1982 | 1990 | 1999 | 2006 | 2008 | 2011 | 2012 | 2013 |
| ---- | ---- | ---- | ---- | ---- | ---- | ---- | ---- | ---- | ---- | ---- |
| 477  | 467  | 467  | 436  | 427  | 415  | 441  | 448  | 448  | 443  | 438  |

Динамика населения:

## Экономика
В 2010 году из 289 человек трудоспособного возраста (от 15 до 64 лет) 224 были экономически активными, 65 — неактивными (показатель активности 77,5 %, в 1999 году — 62,3 %). Из 224 активных трудоспособных жителей работали 207 человек (112 мужчин и 95 женщин), 17 числились безработными (6 мужчин и 11 женщин). Среди 65 трудоспособных неактивных граждан 19 были учениками либо студентами, 22 — пенсионерами, а ещё 24 — были неактивны в силу других причин.